# يطروفة التلال
يطروفة التلال (الاسم العلمي:Jatropha collina) هي نوع من النباتات تتبع جنس اليطروفة من الفصيلة الفربيونية.